# Mihal Stefa
Mihal Stefa (ur. 28 kwietnia 1902 w Korczy, zm. 16 lipca 1980 w Tiranie) – albański aktor i reżyser.

## Życiorys
Pochodził z ubogiej rodziny, w wieku kilkunastu lat rozpoczął pracę najpierw w zakładzie krawieckim, a następnie w zakładach tytoniowych. Karierę aktorską rozpoczął w bardzo młodym wieku w zespole amatorskim, prowadzonym przez stowarzyszenie Vatra. Zadebiutował w 1922 r. w dramacie Foqiona Postoliego – Obowiązek matki (alb. Detyra e nenes). W 1929 przeniósł się wraz z rodziną z Korczy do Tirany i rozpoczął pracę w miejscowej drukarni. Na scenę powrócił w 1932 r., nawiązując kontakt z grupą amatorską, kierowaną przez Mihala Popiego. Tam też uczestniczył w kursach sztuki aktorskiej i występował w przerwach między seansami filmowymi w kinoteatrze Gloria. W 1944, po przejęciu władzy przez komunistów M.Stefa przyłączył się do grupy organizującej Teatr Ludowy w Tiranie (alb. Teatri Popullor). Na tej scenie zadebiutował rolą Panika w dramacie Topaz Marcela Pagnola. W Teatrze Ludowym – późniejszym Teatrze Narodowym reżyserował i występował na scenie przez ponad 20 lat, miał na koncie ponad 45 ról.
Na dużym ekranie zadebiutował w filmie fabularnym Skanderbeg w 1953 rolą Gjergji Arianitiego. Zagrał 12 niewielkich ról filmowych. Został wyróżniony tytułem Zasłużonego Artysty (Artist i Merituar).

## Role filmowe
- 1953: Skanderbeg jako Gjergj Arianiti
- 1958: Tana
- 1961: Debatik
- 1963: Detyrë e posaçme
- 1964: Toka jonë jako młynarz
- 1965: Vitet e para jako nauczyciel
- 1966: Komisari i Dritës jako kościelny
- 1969: Perse bie kjo daulle
- 1971: Kur zbardhi nje dite jako stary wieśniak
- 1973: Brazdat
- 1976: Tokë e përgjakur
- 1976: Tingujt e luftes